# Дарданелльская операция
Дарданелльская операция, также известная как Галлиполийское сражение, Галлиполийская кампания (англ. Gallipoli Campaign) или Битва при Чанаккале (тур. Çanakkale Savaşı) — масштабная военная операция, длившаяся с 19 февраля 1915 по 9 января 1916 и развёрнутая в ходе Первой мировой войны по инициативе Уинстона Черчилля странами Антанты, главным образом Британской империей, с целью захвата Стамбула, вывода Османской империи из войны и открытия морского пути в Россию; однако союзники по Антанте потерпели поражение.

## Предыстория операции
После вступления в Первую мировую войну для Турции стало очевидно, что овладение Дарданеллами дало бы Антанте неоспоримые преимущества. Планы такой операции рассматривались в 1906 году в Британском комитете обороны, который счёл операцию очень рискованной. Когда этот вопрос повторно обсуждался в 1915 году, было высказано мнение, что успех возможен только в случае комбинированного применения сухопутных и морских сил.
3 ноября 1914 года линейные крейсера «Индефатигебл» и «Индомитэйбл» вместе с французскими броненосцами «Сюфрен» и «Веритэ» провели короткий огневой налёт на форты пролива. Выпустив 76 крупнокалиберных снарядов и взорвав артиллерийский погреб, корабли ушли. К этому демонстративному налёту турки отнеслись серьёзно и усилили оборону Дарданелл новыми минными заграждениями и береговыми батареями.
2 января 1915 года российский главнокомандующий великий князь Николай Николаевич обратился к союзникам с просьбой провести демонстративные действия, которые могли бы отвлечь часть турецких сил с Кавказского фронта. На следующий день состоялось совещание военного министра Великобритании Китченера и Первого лорда Адмиралтейства Черчилля, на котором было принято решение об оказании помощи России. Эскадра союзников должна была форсировать Дарданеллы и прорваться к Константинополю.
Россия с конца XIX века разрабатывала десантную операцию в проливах. В 1915 году обновлённый план операции направлен на утверждение командованию, но её осуществление перенесено на 1917 год в связи с тем, что войсковые соединения были оттянуты на Кавказский фронт. Чтобы подтолкнуть Россию к скорейшей высадке в проливах, в марте 1915 года британское правительство пообещало передать России будущий захваченный Константинополь с проливами.

## План операции и силы сторон

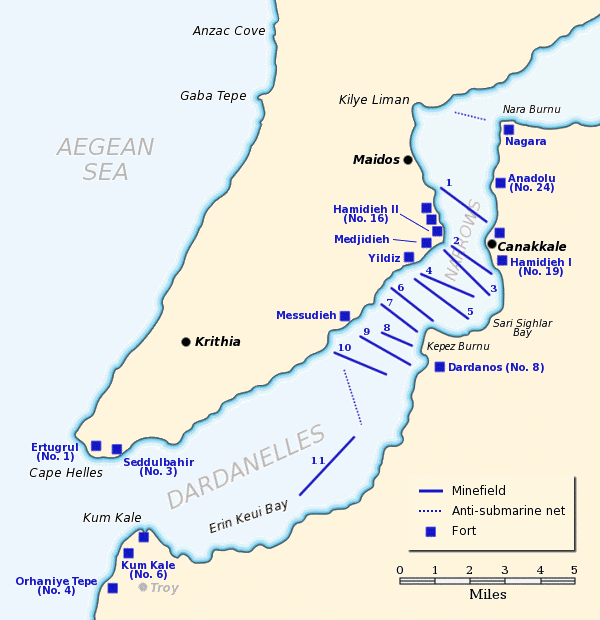
Минные заграждения, противолодочная сеть и форты в Дарданеллах

План операции был 11 января 1915 года представлен Черчиллю вице-адмиралом Карденом. Он предусматривал 4 стадии:
1. Разгром внешних фортов.
2. Траление минных заграждений и уничтожение промежуточных укреплений.
3. Уничтожение внутренних фортов и укреплений.
4. Выход в Мраморное море.

Этот план Кардена был одобрен высшим руководством, и к Дарданеллам была отправлена англо-французская эскадра, которая насчитывала 80 кораблей и судов. Среди них были 16 броненосцев, 1 линкор, 1 линейный крейсер, 5 лёгких крейсеров, 22 эсминца, 9 подводных лодок, 24 тральщика, 1 авиатранспорт и 1 госпитальное судно. Самыми современными кораблями в составе эскадры были линкор «Queen Elizabeth» и линейный крейсер «Инфлексибл», который должен был предотвратить выход германского «Гёбена» из Дарданелл. На линкор возлагались большие надежды: считалось, что его снаряды калибра 381-мм смогут разрушить форты Дарданелл.
На заседании Военного Совета 28 января принято окончательное решение: флот в Дарданеллах будет действовать самостоятельно, без помощи армии.
Турецкому командованию через шпионов стало известно о подготовке операции, поэтому оно безотлагательно приступило к укреплению обороны пролива.

## Начало операции
19 февраля 1915 года англо-французский флот (6 линейных кораблей, 1 линейный крейсер) начал обстрел османских фортов, однако нанести какой-либо существенный вред оборонительным сооружениям турок союзники не смогли.
25 февраля союзники подавили некоторые турецкие береговые батареи и начали траление мин в проливе. За тральщиками двинулись 3 линейных корабля. Однако по ним был вскоре открыт огонь с турецких батарей, вследствие чего англичанам и французам пришлось отойти.
На 18 марта была назначена генеральная атака на Дарданеллы. Кардена сменил другой британский адмирал Де Робек. Союзники получили подкрепления и теперь свели все имевшиеся на театре корабли в 3 дивизии. Однако турецкое командование также укрепило форты и увеличило число мин в проливе.

## Атака 18 марта

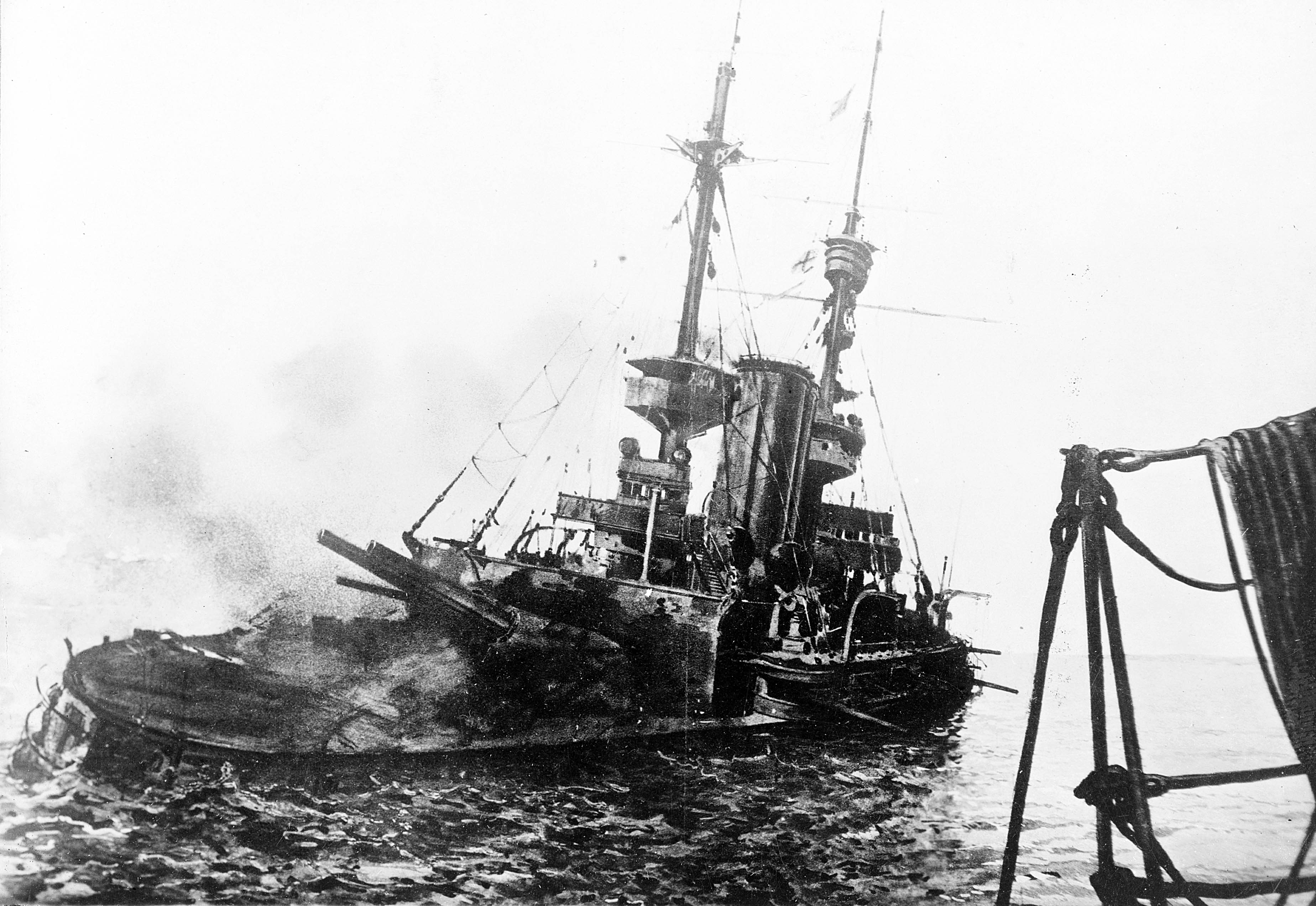
Тонущий «Иррезистибл».

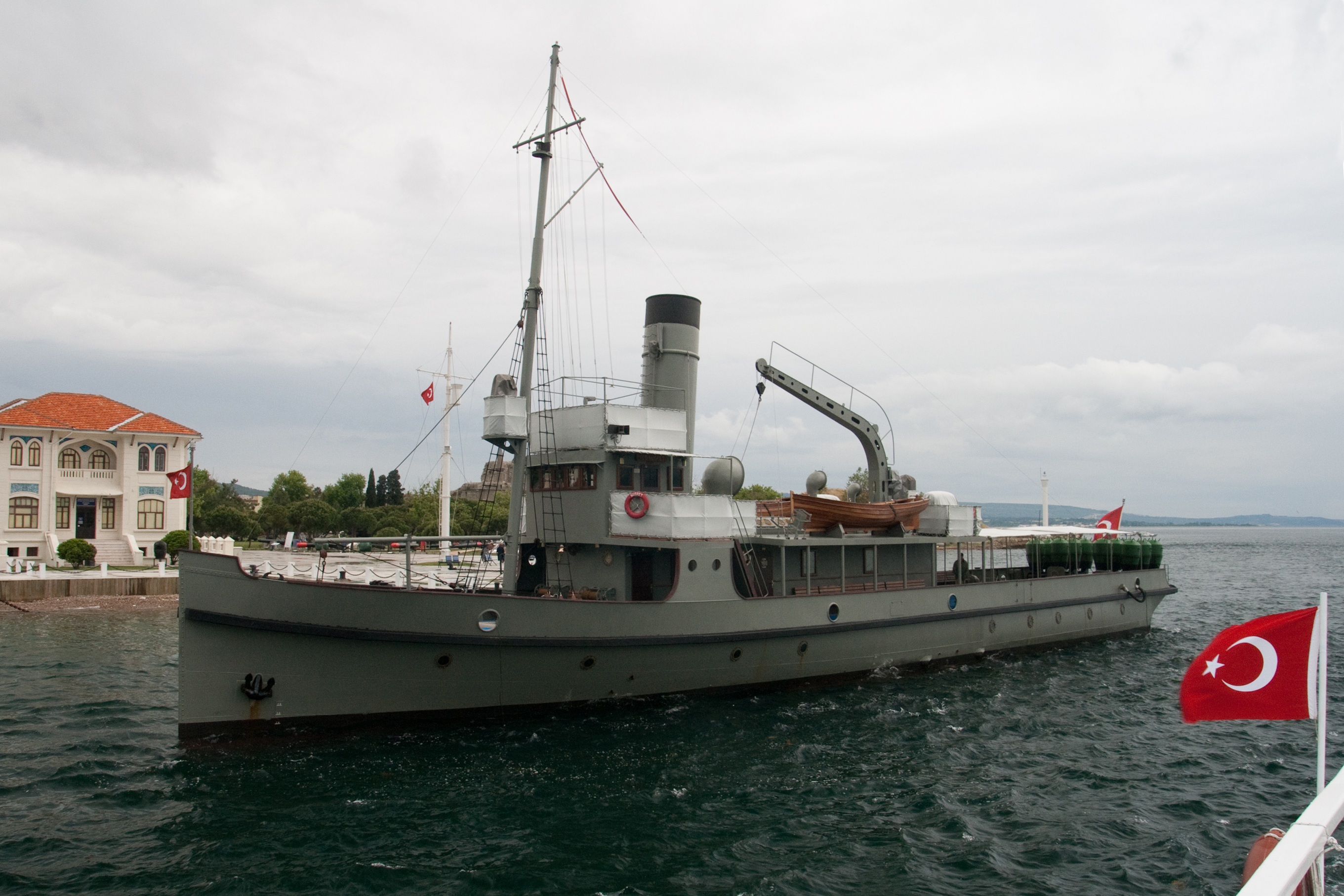
Реплика турецкого минного заградителя «Нусрет»

18 марта в 10 ч. 30 мин. союзные корабли вошли в пролив. Турки подпустили противника поближе и с господствующих высот открыли шквальный артиллерийский огонь. Тяжелые повреждения от огня с берега получили французский броненосец «Сюффрен» и британский «Агамемнон». Также французские броненосцы «Голуа», «Буве» и британские «Оушен» и «Иррезистибл» подорвались на минах, выставленных накануне турецким минным заградителем «Нусрет» (последние три корабля были потоплены). В 18 часов британский адмирал Де Робек отдал приказ прекратить операцию. Турки понесли незначительные потери (было подбито лишь 8 орудий на береговых батареях).

## Продолжение операции
Несмотря на провал операции по форсированию Дарданелл, союзное командование не прекратило боевые действия. Новый план предусматривал высадку десанта для подавления турецких береговых батарей. Для высадки на Галлиполи было решено привлечь не только английские и французские, но также австралийские и новозеландские (АНЗАК), а также сенегальские, индийские войска и даже Еврейский легион. Общая численность десанта достигла 81 000 человек и 178 орудий.
Для обороны района Дарданелл турками была спешно сформирована 5-я турецкая армия (командующий германский генерал фон Сандерс). Вся система турецкой обороны была усилена, численность османских войск в зоне проливов была увеличена.
|  |

## Высадка десантов

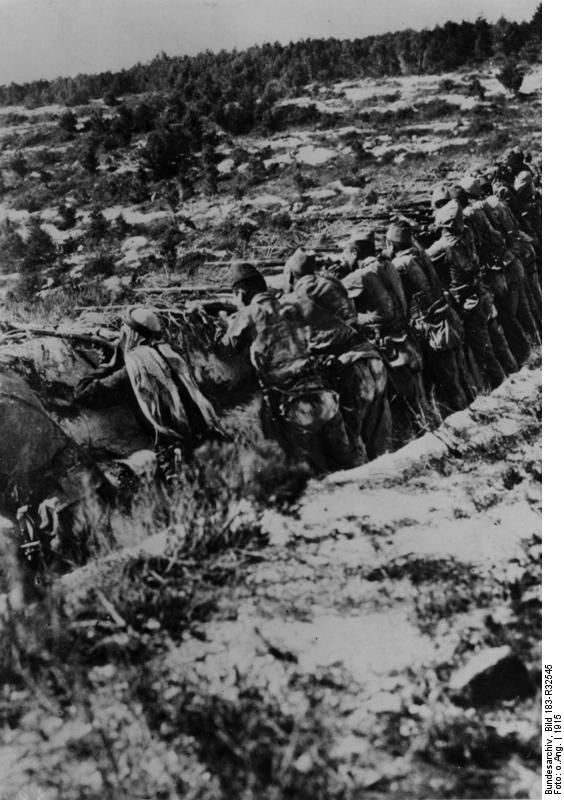
Турецкая пехота на рубеже обороны

25 апреля 1915 года британцы и их союзники начали высадку десанта на полуостров Галлиполи в районе мыса Геллес на нескольких направлениях. Наряду с основным направлением удара на форт Седдюльбахир нападающие предприняли ряд отвлекающих манёвров на форты Арыбурн и Кумкале. Турки (Эссад-паша) ждали атаки и ответили пулеметным огнём (также берег был укреплен колючей проволокой и минными заграждениями), однако британцам, несмотря на большие потери, все же удалось закрепиться на побережье.
На азиатском берегу в районе Кумкале высадились французские войска при активном участии русской десантной команды крейсера «Аскольд». Целью также было отвлечение сил противника от основного места десанта на полуострове Галлиполи. В первый день французам удалось взять 2 деревни, однако подоспевшие части 3-й турецкой дивизии остановили продвижение французов. Французские войска были обратно посажены на корабли и перевезены на европейский берег. Командир русской десантной команды лейтенант С. Корнилов за участие в операции был награждён орденом Святого Георгия, а также иностранными орденами Почётного легиона и королевы Виктории.
После первого дня десантной операции потери союзников были огромны: около 18 000 человек. 5-я османская армия практически полностью выполнила свою задачу. Но османскому командованию не хватало средств для того, чтобы окончательно сбросить десанты противника в море. Потери русских составили лишь несколько матросов из десантной команды. Все они были похоронены на международном кладбище в Галлиполи, на французском участке.
Боевой отряд добровольцев из ещё нейтральной тогда Греции возглавлял Павлос Гипарис. Вместе с английскими частями на полуостров высадился и «Сионский отряд погонщиков мулов» («Zion Mule Corps»), сформированный из добровольцев-евреев для совместной с англичанами борьбы с Османской империей.

## Битва за Критию
После высадки десанта англо-французское командование приняло решение продвигаться вглубь полуострова. Главной задачей англо-французских войск стал захват деревни Крития до прибытия дополнительных турецких сил на Галлиполи. 28 апреля англо-французские войска начали наступление на Критию. Первоначально союзные подразделения заняли окраины Критии, однако подоспевшие турецкие подкрепления остановили продвижение англо-французов. Яростные бои за Критию продолжались весь день. После того как стало ясно, что Критию захватить не удастся, командующий операцией Гамильтон отдал приказ о прекращении боя.
В мае англичане и французы попытались расширить плацдармы, однако упорные бои, продолжавшиеся в мае, не принесли им результатов. 6 мая союзники вновь предприняли попытку захватить Критию. Однако после продолжительных и кровопролитных боёв Крития осталась в руках османских войск. 4 июня англо-французы вновь начали наступление на Критию. Первоначально союзникам удалось сильно продвинуться вперед, но вскоре турки с помощью полевой артиллерии остановили продвижение союзников. 5 июня турки провели две крупные контратаки, которые были отбиты, во время этих атак был тяжело ранен начальник французского корпуса генерал Гуро. Позже было принято решение не поддерживать операцию силами флота, которые были отправлены на базы.

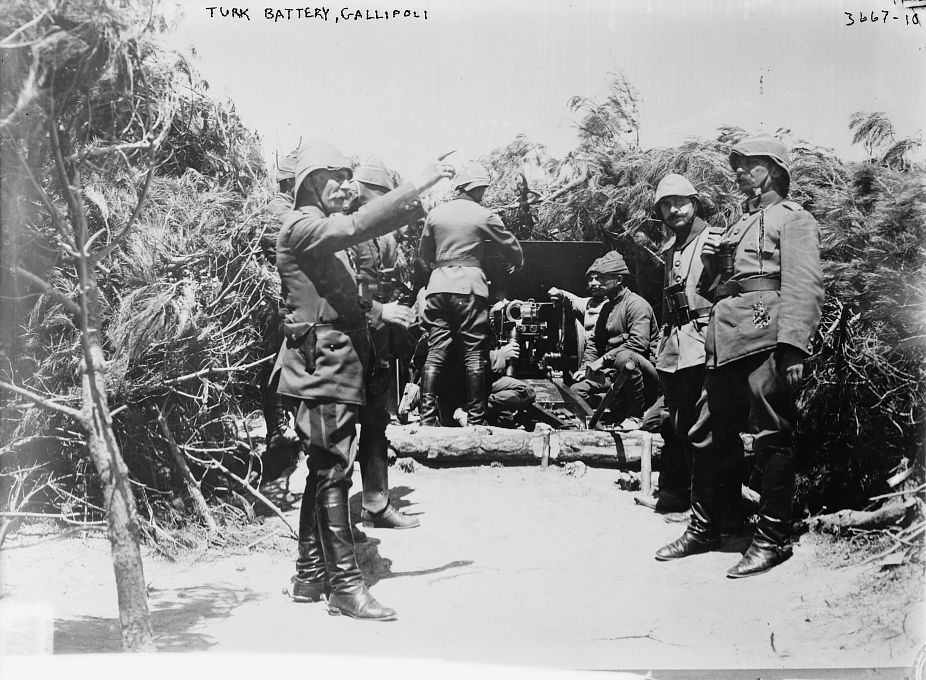
Турецкая полевая батарея в Галлиполи
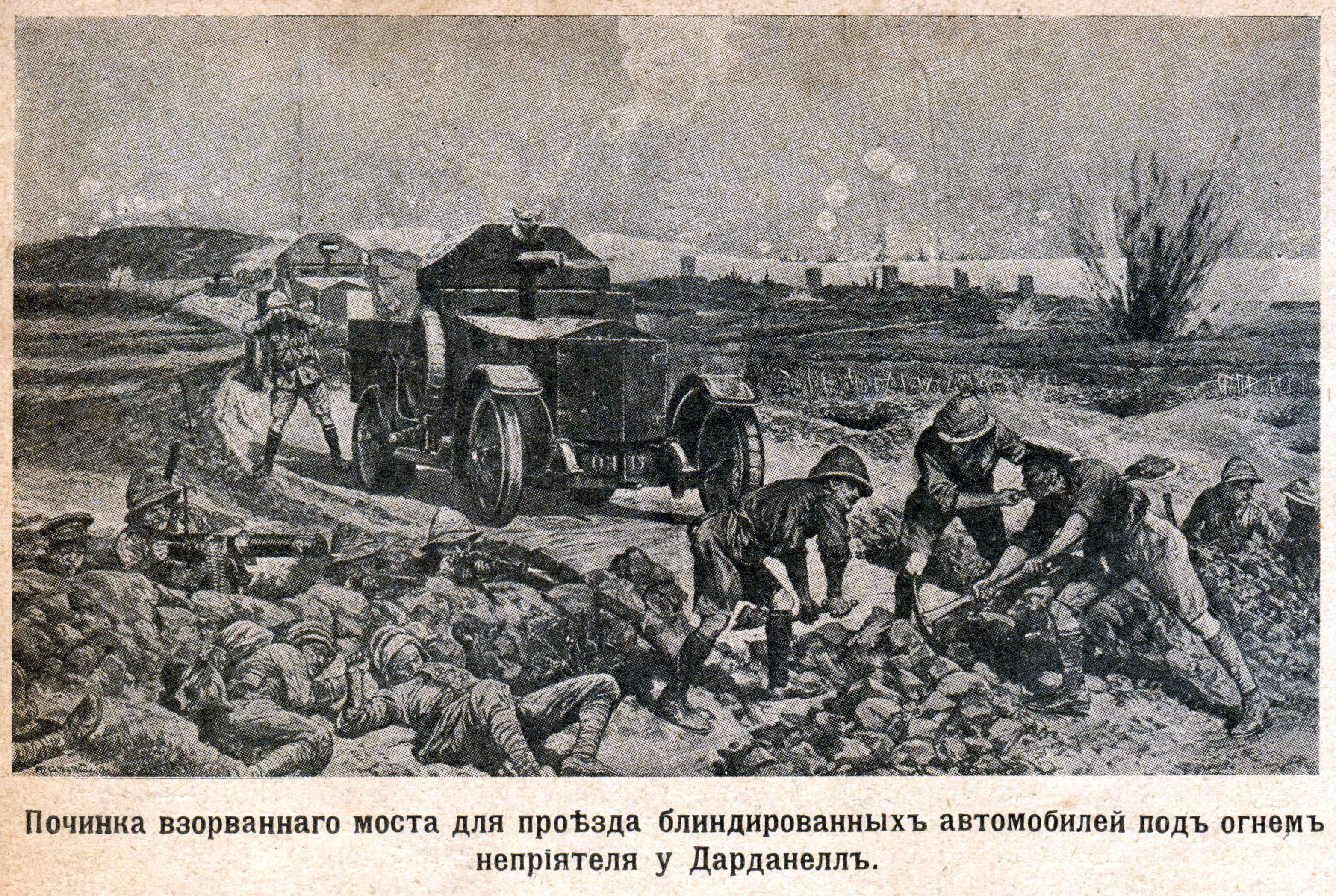
Британские бронеавтомобили «Роллс-Ройс» в бою у Дарданелл
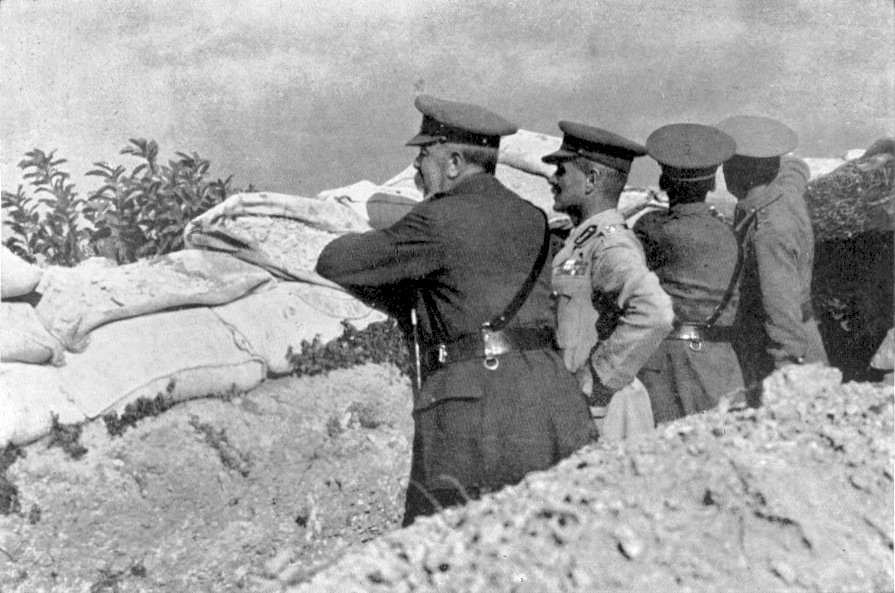
Фельдмаршал Китченер и генерал У. Бидвуд на позициях во время сражения при Галлиполи 15 ноября 1915 года
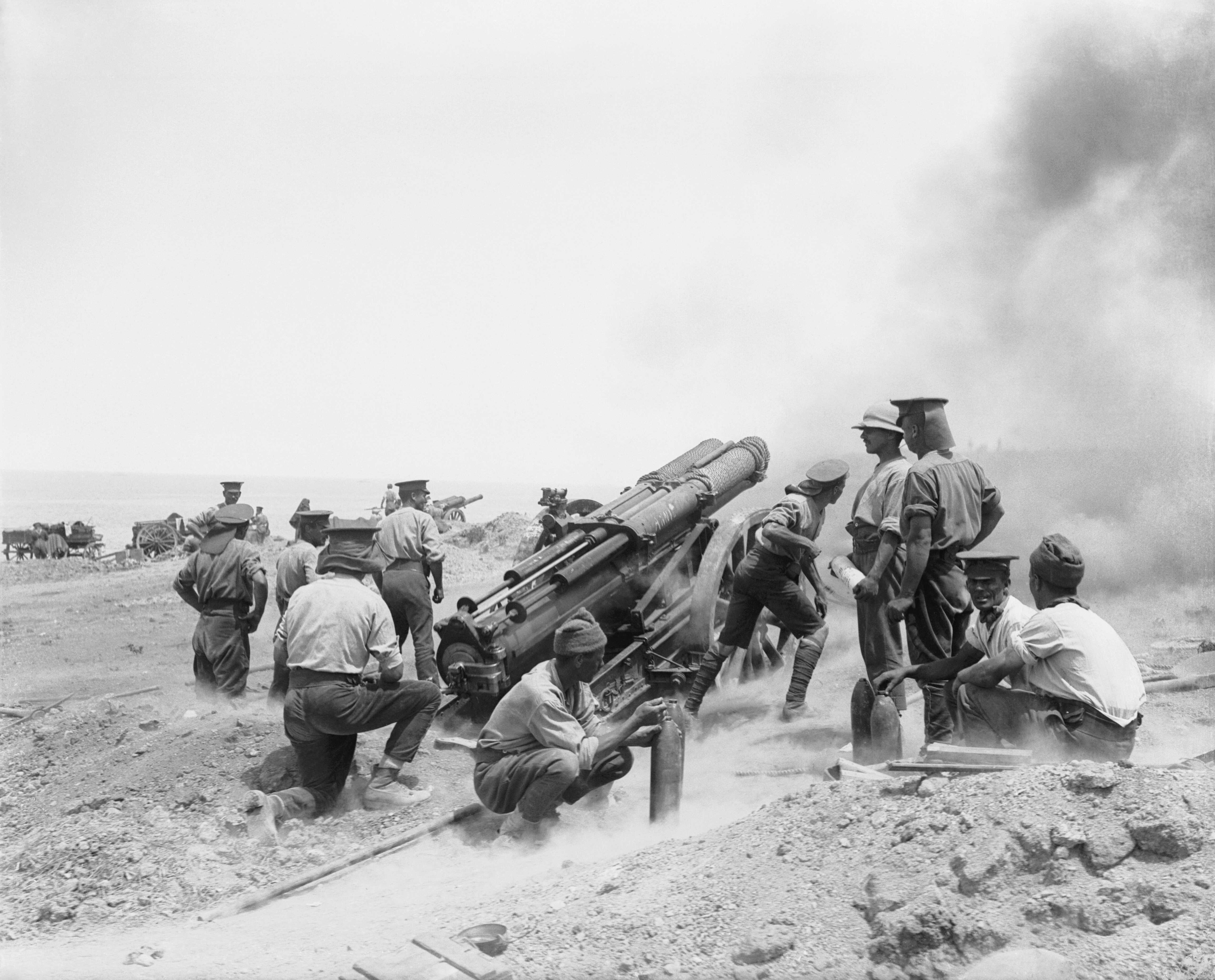
Британская 60-фунтовая (130 мм) пушка при полной отдаче в бою во время битвы при Галлиполи, июнь 1915 год.

## Бои в августе
После этих неудач союзное командование приняло решение увеличить численность десантируемых войск. Для этого в Галлиполи были переброшены ещё 5 дивизий. Высадка в бухте Сувла началась 6 августа. Союзные войска у Габа-Тепе, чтобы облегчить положение высаживающихся частей, перешли в наступление. К 8 августа было высажено 10 000 человек. В августе на всех участках фронта завязались ожесточённые бои. Однако продвинуться вперед англичанам не удалось. Понеся тяжелейшие потери, они приостановили своё движение. В конце августа стало ясно, что Дарданелльская операция терпит неудачу.

## Эвакуация
7 декабря Британское правительство отдало приказ об эвакуации союзных войск с Галлиполи, которая завершилась 9 января 1916 года.

## Потери
- Британская империя потеряла убитыми, ранеными и пропавшими без вести 160 000 человек, а также 90 000 больными[9].
- Австралия потеряла 8709 человек убитыми[10].
- Новая Зеландия потеряла 2721 человек убитыми[10].
- Ньюфаундленд (доминион) потерял 49 человек мертвыми и 93 раненными[11].
- Франция потеряла 26,5-47 тысяч человек убитыми, ранеными, пропавшими без вести и пленными.
- Потери команды русского крейсера «Аскольд» в этой операции составили 4 убитых и 9 раненых[12].
- Османская империя потеряла около 250 000 человек убитыми, ранеными и пропавшими без вести[13]. По подсчетам современных турецких историков Гюльчи и Альдогана, сделанным после продолжительной работы в архивах, при неизменных общих потерях количество погибших достигает 101 279 человек. Четверть безвозвратных потерь приходится на пропавших без вести[14].
- Германская империя потери точно не установлены из-за интеграции немецких военнослужащих в османские подразделения и ограниченности исследований. По оценкам, основанным на косвенных данных, записях о захоронениях и анализе участия немецких подразделений, потери могли составить около 200 человек убитыми, умершими от ран и болезней. Число раненых и заболевших оценивается до 750 человек. Наиболее подробная информация имеется о потерях Landungsabteilung (десантного отряда), где документально подтверждена гибель 32 человек, а общие потери оцениваются в 50-60 человек. Большинство немецких захоронений на Галлипольском полуострове утеряно[2].
- Австро-Венгрия потери среди военнослужащих точно не установлены, но считаются незначительными, что во многом объясняется исключительно эффективной маскировкой австро-венгерских артиллерийских позиций. Батареи были тщательно замаскированы, что долгое время не позволяло противнику их обнаружить. Известны лишь двое раненых: лейтенант запаса Юлиус Стрицки (контузия и разрыв барабанной перепонки) и артиллерист Карл Дресслер (осколочное ранение). Кроме того, известна одна жертва среди гражданского населения: австрийская медсестра-доброволец Анна Рагиб, погибшая при авианалёте[15].

## Итоги
Победа османской армии в Галлиполи имела огромное политическое и моральное значение, поскольку развеяла миф как о военной неполноценности турок, так и о превосходстве европейских противников. Особое значение для противников в данной комбинированной операции имели действия авиации.
Для турок же в исторической памяти Галлиполийское сражение имеет особое значение ещё и потому, что одним из организаторов обороны Дарданелл был Мустафа Кемаль, будущий основатель и президент Турецкой Республики (Ататюрк). Во многом благодаря успеху Турции и Германии Болгария вступила в войну на их стороне. Черчилль как инициатор операции был вынужден уйти в отставку и смог вернуться в британскую политику лишь значительно позже окончания войны.

## Память

### Память в Турции

#### Торжественная церемония по случаю 100-летия победы
24 апреля 2015 года в Турции прошла торжественная церемония по случаю 100-летия победы в битве при Чанаккале. В церемонии принимали участие главы государств 21 страны, а также высокопоставленные лица из более чем 70 стран. Среди них — президент Турции Реджеп Тайип Эрдоган, президент Азербайджана Ильхам Алиев, наследник британского престола Принц Уэльский Чарльз, выступившие с речью.
На площади памятника «Чанаккале Шехитлери», где развевались государственные флаги стран-участниц сражения, был выстроен почётный караул. К памятнику были возложены венки. Затем минутой молчания была почтена память погибших в сражении Чанаккале и Мустафы Кемаля Ататюрка, первого президента Турции. После этого прозвучал государственный гимн Турции, были прочитаны аяты из Корана и молитвы за упокой души шахидов.

### Память в Австралии и Новой Зеландии

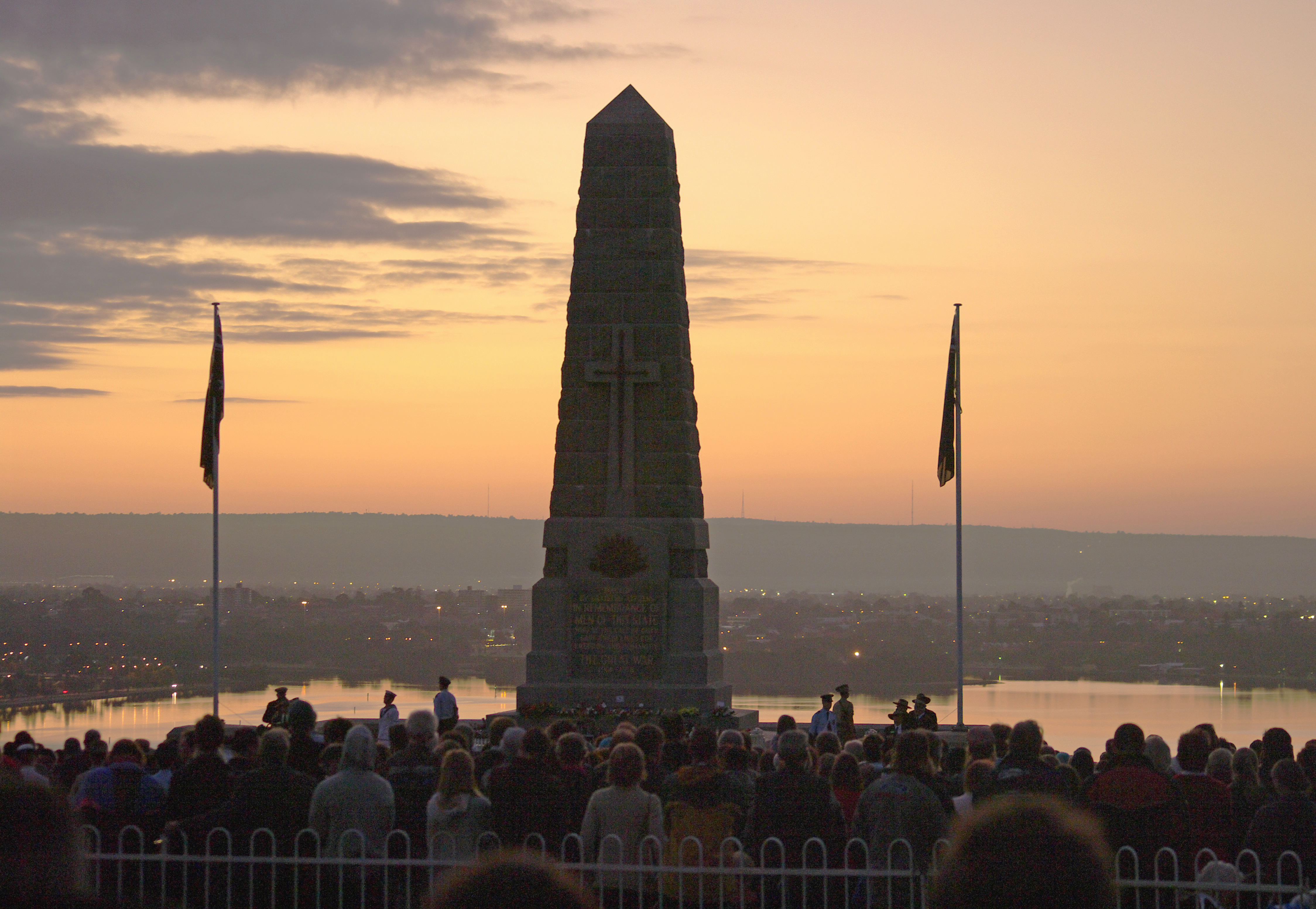
Поминовение павших на Галлиполи в Перте на западном побережье Австралии

Дарданелльская операция стала боевым крещением АНЗАК — первым и крупнейшим сражением в истории Австралии и Новой Зеландии. День начала операции 25 апреля в этих странах отмечается как национальный день поминовения. Массовое истребление молодых людей в непонятной войне на другом конце Земного шара заставило доминионы в перспективе пересмотреть отношения с метрополией. В сознании австралийцев закрепилась идея, что основную тяжесть боёв взяли на себя австралийцы, в то время как британское командование продемонстрировало свой непрофессионализм и наплевательское отношение к людским потерям.

## В искусстве
Австралийский фильм Питера Уира «Галлиполи» (1981) рассказывает о трагической судьбе австралийских новобранцев, которые попали в бойню на берегах Турции. Новозеландский режиссёр Питер Джексон заявил о намерении снять продолжение фильма «Галлиполи». Джексон, чей дедушка принимал участие в военных действиях, намеревался закончить работу над фильмом в 2015 году, к 100-летней годовщине Дарданелльской операции.
Вся королевская рать / All the King’s Men (1999). Великобритания. Режиссёр Джулиан Джаррольд. Драма о событиях Дарданелльской операции Первой мировой войны, когда в ходе боёв на Галлиополи таинственным образом исчезла рота британских войск, до этого в мирное время охранявшая резиденцию британского монарха в Сандрингеме.
В 2015 году,  к 100-летней годовщине Дарданелльской операции начался показ Австралийского сериала Галлиполи режиссера Глендина Айвина. В 2014 году вышла драма режиссёра и исполнителя главной роли Рассела Кроу «Искатель воды», действие которой разворачивается в 1919 году: в центре сюжета картины австралиец, отправившийся из родной Австралии в Турцию, чтобы найти своих троих сыновей, пропавших без вести на Галлипольском полуострове.
Турецкие киноленты «Чаннакале год 1915» (2012) и «Конец дороги в Чаннакале» (2013) повествуют о Дарданелльской операции со стороны Турции.
У шведской хэви-пауэр-метал группы Sabaton есть песня «Cliffs of Gallipoli» («Скалы Галлиполи») (входящая в одноимённый сингл альбома «The Art of War»), повествующая о Дарданелльской операции.
Песня And the Band Played Waltzing Matilda, на которую существуют многочисленные кавер-версии, описывает воспоминания австралийского ветерана об участии в Галлиполийском сражении.
В 2005 году турецким режиссёром Толгой Орнеком был снят о галлиполийской кампании документальный фильм «Гелиболу».
В 2015 году вышел мини-сериал «Галлиполи» из семи серий, рассказывающий о четырёх молодых австралийских парнях, которые записались добровольцами в армию. В сериале показаны все ужасы тех сражений, нелепые приказы командиров и то, как это все преподносилось мирным гражданам Великобритании.
В 2016 году вышла видеоигра «Battlefield 1», где одна из кампаний связана именно с Дарданелльской операцией. Главные герои: австралийский ветеран англо-бурской войны Фредерик Бишоп и австралийский рядовой АНЗАК Джек Фостер. В конце кампании Фредерик Бишоп погибает от смертельного ранения в грудь. Также Дарданелльская операция появляется в официальном дополнении «Волны перемен», посвященном военно-морским сражениям. Дополнение привносит в игру мультиплеерные карты «Мыс Геллес» и «Ачи-Баба».